# Recopa de la AFC
La Recopa Asiática o Copa de Asia de Campeones de Copa era el torneo continental asiático para los equipos que resultaban vencedores del torneo de copa doméstico se disputó entre 1991 y 2002. 
En la temporada 2002-03 el torneo se fusionó con la Copa de Campeones de Asia para dar origen a la actual Liga de Campeones de Asia.
Debido a la gran cantidad de países que conforman el continente Asiático y a su vez están afiliados a la AFC para los países excluidos del torneo principal (Liga de Campeones de Asia), otros dos eventos fueron creados, la Copa de la AFC para los clubes de países que se consideran nivel medio y la Copa Presidente de la AFC para clubes con nivel bajo.

## Campeones
| Año     | Campeón                    | Resultado | Subcampeón                         | Semifinalistas            | Semifinalistas            | Semifinalistas            | Semifinalistas            | Semifinalistas            | Semifinalistas            | Semifinalistas            | Semifinalistas            | Semifinalistas            | Semifinalistas            | Semifinalistas                     | Semifinalistas                     | Semifinalistas                     | Semifinalistas                     | Semifinalistas                     | Semifinalistas                     | Semifinalistas                     | Semifinalistas                     | Semifinalistas                     | Semifinalistas                     | Sede Final                                                              |
| ------- | -------------------------- | --------- | ---------------------------------- | ------------------------- | ------------------------- | ------------------------- | ------------------------- | ------------------------- | ------------------------- | ------------------------- | ------------------------- | ------------------------- | ------------------------- | ---------------------------------- | ---------------------------------- | ---------------------------------- | ---------------------------------- | ---------------------------------- | ---------------------------------- | ---------------------------------- | ---------------------------------- | ---------------------------------- | ---------------------------------- | ----------------------------------------------------------------------- |
| 1990-91 | Persépolis Irán            | 0-0 1-0   | Al-Muharraq Baréin                 | Al-Hilal Arabia Saudita   | Al-Hilal Arabia Saudita   | Al-Hilal Arabia Saudita   | Al-Hilal Arabia Saudita   | Al-Hilal Arabia Saudita   | Al-Hilal Arabia Saudita   | Al-Hilal Arabia Saudita   | Al-Hilal Arabia Saudita   | Al-Hilal Arabia Saudita   | Al-Hilal Arabia Saudita   | Al Shabab · Emiratos Árabes Unidos | Al Shabab · Emiratos Árabes Unidos | Al Shabab · Emiratos Árabes Unidos | Al Shabab · Emiratos Árabes Unidos | Al Shabab · Emiratos Árabes Unidos | Al Shabab · Emiratos Árabes Unidos | Al Shabab · Emiratos Árabes Unidos | Al Shabab · Emiratos Árabes Unidos | Al Shabab · Emiratos Árabes Unidos | Al Shabab · Emiratos Árabes Unidos | Estadio Azadi, Teherán Estadio Al Muharraq, Al Muharraq                 |
| 1991-92 | Nissan Japón               | 1-1 5-0   | Al-Nassr Arabia Saudita            | Pupuk Kaltim Indonesia    | Pupuk Kaltim Indonesia    | Pupuk Kaltim Indonesia    | Pupuk Kaltim Indonesia    | Pupuk Kaltim Indonesia    | Pupuk Kaltim Indonesia    | Pupuk Kaltim Indonesia    | Pupuk Kaltim Indonesia    | Pupuk Kaltim Indonesia    | Pupuk Kaltim Indonesia    | Al-Ramtha Jordania                 | Al-Ramtha Jordania                 | Al-Ramtha Jordania                 | Al-Ramtha Jordania                 | Al-Ramtha Jordania                 | Al-Ramtha Jordania                 | Al-Ramtha Jordania                 | Al-Ramtha Jordania                 | Al-Ramtha Jordania                 | Al-Ramtha Jordania                 | Estadio Príncipe Abdullah al-Faisal, Jeddah Estadio Nissan FC, Yokohama |
| 1992-93 | Nissan Japón               | 1-1 1-0   | Persepolis Irán                    | Quảng Nam Đà Nẵng Vietnam | Quảng Nam Đà Nẵng Vietnam | Quảng Nam Đà Nẵng Vietnam | Quảng Nam Đà Nẵng Vietnam | Quảng Nam Đà Nẵng Vietnam | Quảng Nam Đà Nẵng Vietnam | Quảng Nam Đà Nẵng Vietnam | Quảng Nam Đà Nẵng Vietnam | Quảng Nam Đà Nẵng Vietnam | Quảng Nam Đà Nẵng Vietnam | Ittihad Arabia Saudita             | Ittihad Arabia Saudita             | Ittihad Arabia Saudita             | Ittihad Arabia Saudita             | Ittihad Arabia Saudita             | Ittihad Arabia Saudita             | Ittihad Arabia Saudita             | Ittihad Arabia Saudita             | Ittihad Arabia Saudita             | Ittihad Arabia Saudita             | Estadio Nissan FC, Yokohama Estadio Azadi, Teherán                      |
| 1993-94 | Al-Qadisiya Arabia Saudita | 4-2 2-0   | South China Hong Kong              | Al-Arabi Catar            | Al-Arabi Catar            | Al-Arabi Catar            | Al-Arabi Catar            | Al-Arabi Catar            | Al-Arabi Catar            | Al-Arabi Catar            | Al-Arabi Catar            | Al-Arabi Catar            | Al-Arabi Catar            | Nissan Japón                       | Nissan Japón                       | Nissan Japón                       | Nissan Japón                       | Nissan Japón                       | Nissan Japón                       | Nissan Japón                       | Nissan Japón                       | Nissan Japón                       | Nissan Japón                       | Estadio Hong Kong, Hong Kong Estadio Príncipe Saud bin Jalawi, khobar   |
| 1994-95 | Yokohama Flügels Japón     | 2-1       | Al-Sha'ab · Emiratos Árabes Unidos | Ittihad Arabia Saudita    | Ittihad Arabia Saudita    | Ittihad Arabia Saudita    | Ittihad Arabia Saudita    | Ittihad Arabia Saudita    | Ittihad Arabia Saudita    | Ittihad Arabia Saudita    | Ittihad Arabia Saudita    | Ittihad Arabia Saudita    | Ittihad Arabia Saudita    | TOT Tailandia                      | TOT Tailandia                      | TOT Tailandia                      | TOT Tailandia                      | TOT Tailandia                      | TOT Tailandia                      | TOT Tailandia                      | TOT Tailandia                      | TOT Tailandia                      | TOT Tailandia                      | Estadio Sharjah, Sharjah                                                |
| 1995-96 | Bellmare Hiratsuka Japón   | 2-1       | Al-Talaba Irak                     | Yokohama Flügels Japón    | Yokohama Flügels Japón    | Yokohama Flügels Japón    | Yokohama Flügels Japón    | Yokohama Flügels Japón    | Yokohama Flügels Japón    | Yokohama Flügels Japón    | Yokohama Flügels Japón    | Yokohama Flügels Japón    | Yokohama Flügels Japón    | Al-Riyadh Arabia Saudita           | Al-Riyadh Arabia Saudita           | Al-Riyadh Arabia Saudita           | Al-Riyadh Arabia Saudita           | Al-Riyadh Arabia Saudita           | Al-Riyadh Arabia Saudita           | Al-Riyadh Arabia Saudita           | Al-Riyadh Arabia Saudita           | Al-Riyadh Arabia Saudita           | Al-Riyadh Arabia Saudita           | Estadio Mitsuzawa, Yokohama                                             |
| 1996-97 | Al-Hilal Arabia Saudita    | 3-1       | Nagoya Grampus Eight Japón         | Esteghlal Irán            | Esteghlal Irán            | Esteghlal Irán            | Esteghlal Irán            | Esteghlal Irán            | Esteghlal Irán            | Esteghlal Irán            | Esteghlal Irán            | Esteghlal Irán            | Esteghlal Irán            | Ulsan Hyundai Corea del Sur        | Ulsan Hyundai Corea del Sur        | Ulsan Hyundai Corea del Sur        | Ulsan Hyundai Corea del Sur        | Ulsan Hyundai Corea del Sur        | Ulsan Hyundai Corea del Sur        | Ulsan Hyundai Corea del Sur        | Ulsan Hyundai Corea del Sur        | Ulsan Hyundai Corea del Sur        | Ulsan Hyundai Corea del Sur        | Estadio Rey Fahd, Riad                                                  |
| 1997-98 | Al-Nassr Arabia Saudita    | 1-0       | Suwon Samsung Corea del Sur        | Beijing Guoan China       | Beijing Guoan China       | Beijing Guoan China       | Beijing Guoan China       | Beijing Guoan China       | Beijing Guoan China       | Beijing Guoan China       | Beijing Guoan China       | Beijing Guoan China       | Beijing Guoan China       | Köpetdag Aşgabat Turkmenistán      | Köpetdag Aşgabat Turkmenistán      | Köpetdag Aşgabat Turkmenistán      | Köpetdag Aşgabat Turkmenistán      | Köpetdag Aşgabat Turkmenistán      | Köpetdag Aşgabat Turkmenistán      | Köpetdag Aşgabat Turkmenistán      | Köpetdag Aşgabat Turkmenistán      | Köpetdag Aşgabat Turkmenistán      | Köpetdag Aşgabat Turkmenistán      | Estadio Rey Fahd, Riad                                                  |
| 1998-99 | Ittihad Arabia Saudita     | 3-2       | Chunnam Dragons Corea del Sur      | Kashima Antlers Japón     | Kashima Antlers Japón     | Kashima Antlers Japón     | Kashima Antlers Japón     | Kashima Antlers Japón     | Kashima Antlers Japón     | Kashima Antlers Japón     | Kashima Antlers Japón     | Kashima Antlers Japón     | Kashima Antlers Japón     | Al-Talaba Irak                     | Al-Talaba Irak                     | Al-Talaba Irak                     | Al-Talaba Irak                     | Al-Talaba Irak                     | Al-Talaba Irak                     | Al-Talaba Irak                     | Al-Talaba Irak                     | Al-Talaba Irak                     | Al-Talaba Irak                     | Estadio Olímpico de Tokio, Tokio                                        |
| 1999-00 | Shimizu S-Pulse Japón      | 1-0       | Al-Zawraa Irak                     | Bangkok Bank Tailandia    | Bangkok Bank Tailandia    | Bangkok Bank Tailandia    | Bangkok Bank Tailandia    | Bangkok Bank Tailandia    | Bangkok Bank Tailandia    | Bangkok Bank Tailandia    | Bangkok Bank Tailandia    | Bangkok Bank Tailandia    | Bangkok Bank Tailandia    | Navbahor Namangan Uzbekistán       | Navbahor Namangan Uzbekistán       | Navbahor Namangan Uzbekistán       | Navbahor Namangan Uzbekistán       | Navbahor Namangan Uzbekistán       | Navbahor Namangan Uzbekistán       | Navbahor Namangan Uzbekistán       | Navbahor Namangan Uzbekistán       | Navbahor Namangan Uzbekistán       | Navbahor Namangan Uzbekistán       | Estadio del 700 Aniversario, Chiang Mai                                 |
| 2000-01 | Al-Shabab Arabia Saudita   | 4-2       | Dalian Shide China                 | Shimizu S-Pulse Japón     | Shimizu S-Pulse Japón     | Shimizu S-Pulse Japón     | Shimizu S-Pulse Japón     | Shimizu S-Pulse Japón     | Shimizu S-Pulse Japón     | Shimizu S-Pulse Japón     | Shimizu S-Pulse Japón     | Shimizu S-Pulse Japón     | Shimizu S-Pulse Japón     | Esteghlal Irán                     | Esteghlal Irán                     | Esteghlal Irán                     | Esteghlal Irán                     | Esteghlal Irán                     | Esteghlal Irán                     | Esteghlal Irán                     | Esteghlal Irán                     | Esteghlal Irán                     | Esteghlal Irán                     | Estadio Príncipe Abdullah al-Faisal, Jeddah                             |
| 2001-02 | Al-Hilal Arabia Saudita    | 2-1       | Hyundai Motors Corea del Sur       | Al-Sadd Catar             | Al-Sadd Catar             | Al-Sadd Catar             | Al-Sadd Catar             | Al-Sadd Catar             | Al-Sadd Catar             | Al-Sadd Catar             | Al-Sadd Catar             | Al-Sadd Catar             | Al-Sadd Catar             | Chongqing Lifan China              | Chongqing Lifan China              | Chongqing Lifan China              | Chongqing Lifan China              | Chongqing Lifan China              | Chongqing Lifan China              | Chongqing Lifan China              | Chongqing Lifan China              | Chongqing Lifan China              | Chongqing Lifan China              | Estadio Jassim Bin Hamad, Doha                                          |

## Títulos por club
| Equipo                  | Títulos | Años campeón | Subtítulos | Años Subcampeón |
| ----------------------- | ------- | ------------ | ---------- | --------------- |
| Al-Hilal                | 2       | 1997, 2002   | -          |                 |
| Yokohama F. Marinos1    | 2       | 1992, 1993   | -          |                 |
| Persepolis              | 1       | 1991         | 1          | 1993            |
| Al Nassr                | 1       | 1998         | 1          | 1992            |
| Al-Shabab               | 1       | 2001         | -          |                 |
| Shimizu S-Pulse         | 1       | 2000         | -          |                 |
| Al-Ittihad              | 1       | 1999         | -          |                 |
| Shonan Bellmare         | 1       | 1996         | -          |                 |
| Yokohama Flügels2       | 1       | 1995         | -          |                 |
| Al-Qadisiyah            | 1       | 1994         | -          |                 |
| Jeonbuk Hyundai Motors  | -       |              | 1          | 2002            |
| Dalian Shide            | -       |              | 1          | 2001            |
| Al-Zawra'a              | -       |              | 1          | 2000            |
| Chunnam Dragons         | -       |              | 1          | 1999            |
| Suwon Samsung Bluewings | -       |              | 1          | 1998            |
| Nagoya Grampus Eight    | -       |              | 1          | 1997            |
| Al-Talaba               | -       |              | 1          | 1996            |
| Al-Shaab                | -       |              | 1          | 1995            |
| South China             | -       |              | 1          | 1994            |
| Al-Muharraq             | -       |              | 1          | 1991            |

1 incluye al Nissan FC. 

2 El Yokohama Flügels se fusionó con el Yokohama Marinos para crear al Yokohama F. Marinos en 1999.

## Títulos por país
| País                   | Títulos | Subtítulos |
| ---------------------- | ------- | ---------- |
| Arabia Saudita         | 6       | 1          |
| Japón                  | 5       | 1          |
| Irán                   | 1       | 1          |
| Corea del Sur          | -       | 3          |
| Irak                   | -       | 2          |
| Baréin                 | -       | 1          |
| China                  | -       | 1          |
| Hong Kong              | -       | 1          |
| Emiratos Árabes Unidos | -       | 1          |